# Unknown Caller
"Unknown Caller" é uma canção da banda de rock irlandesa U2 e a quarta faixa do álbum No Line on the Horizon (2009). Ele foi escrito a partir da perspectiva de um viciado em drogas, que começa a receber mensagens de texto estranhas em seu celular. A canção foi desenvolvido muito cedo durante as sessões de gravação de No Line on the Horizon, e foi gravado em um único take.

## Escrita e gravação
As sessões de No Line on the Horizon começou com duas semanas de gravação em Fez, no Marrocos. A gravação aconteceu no pátio alugado do riade do hotel, a qual a banda transformou-a em um estúdio de gravação improvisado. "Unknown Caller" foi gravado em um único take, neste momento, junto com as canções "No Line on the Horizon", "Moment of Surrender" e "White as Snow". As poucas iterações da faixa tinha sido desenvolvido, mas a "versão definitiva só foi tocada uma vez". O guitarrista The Edge observou que "eram canções que praticamente se uniram no espaço em algumas horas, e, portanto, provavelmente foram tocadas na encarnação final, talvez uma ou duas vezes". O co-roteirista e produtor Daniel Lanois notou que a canção "praticamente tinha a sua personalidade intacta desde o primeiro dia". Ao ar livre do riade permitiu à banda a sobrecarga de vocalização das aves durante as sessões, o que foram gravadas e incluídas na introdução da canção. No final das sessões de gravação, o produtor Steve Lillywhite fez algumas pequenas alterações da música para torná-la "brilhante", incluindo alterações do tambor e linha do baixo.
Em uma entrevista ao The Guardian, o vocalista Bono afirmou que ele ficou cansado de escrever na primeira pessoa, observando que "eu apenas me desgastei com um tema"; como resultado, ele criou vários personagens, incluindo um policial de trânsito, um viciado em drogas, e um soldado no Afeganistão. O personagem viciado em drogas aparece em "Unknown Caller", bem como em "Moment of Surrender", qnando o personagem está tendo uma crise de fé e é suicida. Em um estado alterado, o personagem tenta usar seu telefone para comprar drogas, quando ele começa a receber mensagens de texto enigmático, com tecnologia inspiradas em direções. Os temas da canção incluem alienação social e identidade pessoal, assim como o otimismo. A revista Mojo notou que o viciado em drogas "não era comum nesse registro estar perdido, com o espírito partido". A letra "3:33 when the numbers fell off the clock face" ("3:33 quando os números caíram do marcador do relógio") é uma referência à Jeremias 33:3, o mesmo versículo bíblico referenciado na capa do álbum All That You Can't Leave Behind (2000).

## Composição
"Unknown Caller" é composto na chave de Sol maior. A música começa com um ruído monótono, o canto dos pássaros de aves marroquinos. e instrumentos exóticos, antes de The Edge começa tocando um riff de quatro notas, semelhantes ao da canção "Walk On". O refrão apresenta um grupo de canto monótono de comandos na parte: "Go, shout it out, rise up / Hear me, cease to speak that I may speak / Shush now" ("Vá, grite alto, erga-se / Ouça-me, pare de falar para que eu possa falar / Silêncio agora"), alternando com linhas de "Oh, oh". Após o segundo refrão, uma parte de trompa, tocado por Richard Watkins, bem como um órgão de igreja são ouvidos. A canção termina com um solo de guitarra que foi levado diretamente a partir da trilha da canção de apoio.

## Performances ao vivo
"Unknown Caller" fez sua estréia ao vivo na noite de abertura da turnê U2 360° Tour. Foi tocada em 22 dos 24 concertos da primeira etapa da turnê, onde normalmente era seguido das canções "In a Little While", "Stuck in a Moment You Can't Get Out Of" e "Stay (Faraway, So Close!)"; e precedido por "The Unforgettable Fire". Era tocado no início da segunda etapa da turnê, geralmente na sequência de "I Still Haven't Found What I'm Looking For" e "Your Blue Room", mas foi retirado do setlist durante várias semanas. Ela foi tocada novamente no fina da segunda etapa.
Na pausa entre músicas, o canto dos pássaros gravado na introdução foi tocado pelos alto-falantes do palco. A tela de vídeo mostra os integrantes da banda com a letra da música posicionada sobre a rolagem no topo, da direita para a esquerda. As palavras são de cor vermelha, com exceção da palavra que está sendo cantada, que é destacado em verde. Durante sua performance, Bono cita um dos versos do profeta Jeremias, correspondente a 33-3 de seu livro, equivalente ao tempo de 3:33, afirmando que "para fazer qualquer ligação se paga, então eu pensei em colocar o número do telefone de Deus no relógio digital. J-33-3.  Jeremias 33-3. O evangelho é 'ligue para mim e eu irei responder'. É um telefonema celestial".

## Recepção e legado
"Unknown Caller" recebeu críticas mistas dos críticos. A Rolling Stone descreveu o solo de guitarra de The Edge como "simples, elogíaca rompida com um gasto, com a borda marcada para o seu tom de agudo", enquanto que, comparado ao canto do refrão de Bono, "Grite de alegria, se você tiver a chance" para a canção da banda de 1979, "Out of Control", notando que "Bono ainda está cantando sobre você cantar". O revisor Brian Hiatt observou que a canção teria funcionado bem em All That You Can't Leave Behind. A revista Q descreveu a colocação da música na metade da abertura da do álbum como "o U2 de espaços abertos, de vales de montanhas de varredura, e da assinatura de Edge no carrilhão nas linhas de guitarra. A Mojo sentiu que o toque do baixista Adam Clayton foi o grande responsável para a "evocação de ambas, frigidez e ternura" da música, observando que a transição da trompa para o solo de guitarra de The Edge era "tão exaltado como qualquer música do U2 recebe". A Blender sentiu que Bono "atingiu Bowie-em-Berlim em níveis artísticos de alienação", e rotulou o toque de guitarra da música como o melhor do álbum, enquanto que a The New York Times acredita que seria "cenário provável a cantar junto" ao vivo. A Uncut comparou a canção da banda do single de 1984, "Pride (In the Name of Love)", descrevendo-o como "a mais dramática ísca e alternância em um registro crivado com eles – uma figura gentil da guitarra de The Edge e canto dos pássaros com uma fundação improvável para a construção progressiva de um terrível ousado épico estádio". O músico Gavin Friday descreveu a canção como "nova era 'Bad'", e o editor da Hot Press, Niall Stokes, chamando a canção de "outro clássico do U2".
A Allmusic não era fã da música, afirmando que "quando o U2, Eno e Lanois forçam demais — o mal gerado pela sobrecarga da técnica de fala de 'Unknown Caller'... — o colápso de idéias como uma pirâmide de cartões... transformando-o em uma confusão obscura". A NME acreditava que as letras de No Line on the Horizon era o maior ponto fraco, citando o refrão da canção de "Força abandonada e passando para o lixo" e "Reiniciar e reiniciar-se" como sendo inspirado pelo computador de Bono. A Pitchfork Media afirmou que a canção era "uma lavagem desavergonhada de U2-ismos", observando que algumas das partes da guitarra foram muito semelhantes aos de "Walk On".
"Unknown Caller" é a faixa de abertura do filme Linear, de Anton Corbijn, baseado em uma história por Corbijn e Bono, onde um guarda de trânsito parisiense atravessa a França e o Mar Mediterrâneo para visitar sua namorada em Tripoli. A sequência de abertura mostra uma cena ao entardecer em Paris, antes de passar por uma viagem pelas ruas da cidade. Ele termina na casa do guarda de trânsito, onde a faixa seguinte, "Breathe", começa. "Unknown Caller" tem sido utilizado nos comerciais da ESPN, anunciando a Copa do Mundo FIFA de 2010, juntamente com várias outras músicas do U2.

## Pessoal
- Produção – Brian Eno e Daniel Lanois
- Produção adicional – Steve Lillywhite
- Engenharia – Richard Rainey
- Engenharia de assistência – Chris Heaney
- Engenharia adicional – Carl Glanville e Declan Gaffney
- Mixagem – Daniel Lanois e Declan Gaffney
- Mixagem de assistência – Dave Emery, Dave Clauss e Tom Hough
- Teclados adicionais – Terry Lawless
- Trompa – Richard Watkins